# Bobrowice (Sławno)
Bobrowice (deutsch Alt Bewersdorf, auch: Bewersdorf) ist ein Dorf in der  polnischen Woiwodschaft Westpommern. Es gehört zur Landgemeinde Sławno (Schlawe) im Powiat Sławieński.

## Geographische Lage
Bobrowice liegt  in Hinterpommern, vier Kilometer südwestlich der Kreisstadt Sławno (Schlawe).
Die höchste Erhebung südlich des Dorfes erreicht 68 Meter über NN. Das Gelände fällt nach Norden zum Urstromtal der Moszczenica (Motze) bis auf 29 Meter ab.
Nachbarorte von Bobrowice sind: Rzyszczewo (Ristow) im Westen, Boleszewo (Rötzenhagen) im Norden, Sławno, Bobrowiczki (Neu Bewersdorf) und Kwasowo (Quatzow) im Osten sowie Smardzewo (Schmarsow) im Süden.

## Ortsname
Frühere Namensformen sind: Beuerdorpe, Beuertorp, plattdeutsch: Bewerdorp. Der Ortsname kam vor 1945 auch noch im Landkreis Stolp vor (heute polnisch: Bobrowniki). Wahrscheinlich ist die Bezeichnung von „Biber“ abgeleitet, meint also „Biberdorf“. Eine Parallele hierzu ist die heutige polnische Namensgebung, da „bóbr“ im Polnischen Biber bedeutet. Die Bezeichnung Alt Bewersdorf wurde erst zur Unterscheidung von dem im beginnenden 19. Jahrhundert entstandenen Neu Bewersdorf eingeführt.

## Geschichte
Die Ortschaft wurde erstmals 1357 erwähnt, als die herzoglichen Brüder Bogislaw V., Barnim VI. und Wartislaw V. den Rat und die Bürgerschaft von Schlawe mit dem Dorf belehnten. Damit wurde Bewersdorf eines der Schlawer Stadtdörfer, wie auch Warschow (heute polnisch: Warszkowo) und Schwenzenhagen (später: Coccejendorf, polnisch: Radoslaw). 1510 trat ein Tetzlaff Ristow die Mühle zu Bewersdorf an die Stadt Schlawe ab, die sie dann an den Bauern Laurentius Peter verpachtete.
Am 25. Februar 1569 verlieh die Regierung in Kolberg der Stadt Schlawe eine Salvaguardia zum Schutz ihrer Eigentumsdörfer Warschow und Bewersdorf. Um 1780 hatte Bewersdorf ein Ackerwerk mit Schäferei, eine Wassermühle, einen Krug, 17 Bauern, drei Halbbauern, zwei Kossäten, sieben Büdner, eine Schmiede und einen Schulmeister sowie insgesamt 28 Haushaltungen.
Im Jahre 1818 zählte Bewersdorf 270 Einwohner. Ihre Zahl stieg 1885 auf 457 und betrug 1939 noch 369.
Bis 1945 gehörte Bewersdorf zum  Landkreis Schlawe i. Pom. im Regierungsbezirk Köslin der Provinz Pommern. Das zuständige  Standesamt und das zuständige Amtsgericht lagen in Schlawe.
Gegen Ende des Zweiten Weltkriegs wurde Alt Bewersdorf am 7. März 1945  von sowjetischen Truppen besetzt. Nach Kriegsende wurde Alt Bewersdorf zusammen mit ganz Hinterpommern unter polnische Verwaltung gestellt. Im Herbst 1945 begannen Vertreibung der einheimischen Bewohner, die bis Weihnachten abgeschlossen war. Alt Bewersdorf wurde in  Bobrowice umbenannt.
Die Ortschaft gehört heute zur Gmina Sławno im Powiat Sławieński der Woiwodschaft Westpommern ist. Bis 1998 gehörte der Ort zu der damaligen Woiwodschaft Słupsk.

## Amtsbezirk Bewersdorf
Die beiden Dörfer Alt Bewersdorf und Neu Bewersdorf bildeten vor 1945 den Amtsbezirk Bewersdorf (Amtssitz: Alt Bewersdorf). Es lag im Landkreis Schlawe i. Pom. im Regierungsbezirk Köslin der preußischen Provinz Pommern. Letzter Gemeindebürgermeister von Alt Bewersdorf war von 1929 bis 1945 Paul Burow.

## Kirche

### Evangelische Kirche
Vor 1945 waren die Einwohner von Alt Bewersdorf ausschließlich evangelischer Konfession. Das Dorf gehörte mit Neu Bewersdorf, Alt Warschow, Neu Warschow und Coccejendorf zum Kirchspiel Schlawe, in dem zwei Geistliche amtierten. Es lag im Kirchenkreis Schlawe in der Kirchenprovinz Pommern der Kirche der Altpreußischen Union. 1940 zählte das Kirchspiel insgesamt 11000 Gemeindeglieder. Letzte deutsche Geistliche vor 1945 waren Superintendent Eduard Block und Pfarrer Friedrich Gehrmann.
Heute gehört der Ort zum Kirchspiel Koszalin (Köslin) in der Diözese Pommern-Großpolen der Evangelisch-Augsburgischen Kirche in Polen.

### Römisch-katholische Kirche
Seit dem Bevölkerungsaustausch 1945 sind die nunmehr polnischen Einwohner von Bobrowice überwiegend römisch-katholischer Konfession. Das Dorf ist weiterhin kirchlich nach Sławno hin orientiert, nun freilich in die katholische Parochie, die dem Dekanat Sławno im Bistum Köslin-Kolberg der Katholischen Kirche in Polen zugehört.

## Schule
Bereits zum Ende des 18. Jahrhunderts war in Bewersdorf ein Schulmeister tätig. 1928 und 1929 wurde eine neue, zweiklassige Schule erbaut. Das alte Schulgebäude wurde für Mietwohnungen umfunktioniert. Letzter deutscher Schulleiter war von 1921 bis 1945 Lehrer Willi Kosin.

## Verkehr
Es besteht Anschluss an die Landesstraße 6 Danzig–Stettin (frühere deutsche Reichsstraße 2, heute auch Europastraße 28) an der Einmündung der Hauptstraße von Polanów (Pollnow) über Lejkowo (Leikow) und Żegocino (Segenthin). Die PKP-Linie Nr. 202 Danzig – Stargard (Pommern) führt durch die nördliche Feldmark des Dorfs. Die nächste Bahnstation ist Karwice (Karwitz).